# Ammoconia wagneri
Ammoconia wagneri là một loài bướm đêm trong họ Noctuidae.